# Tunnels du Monrepós

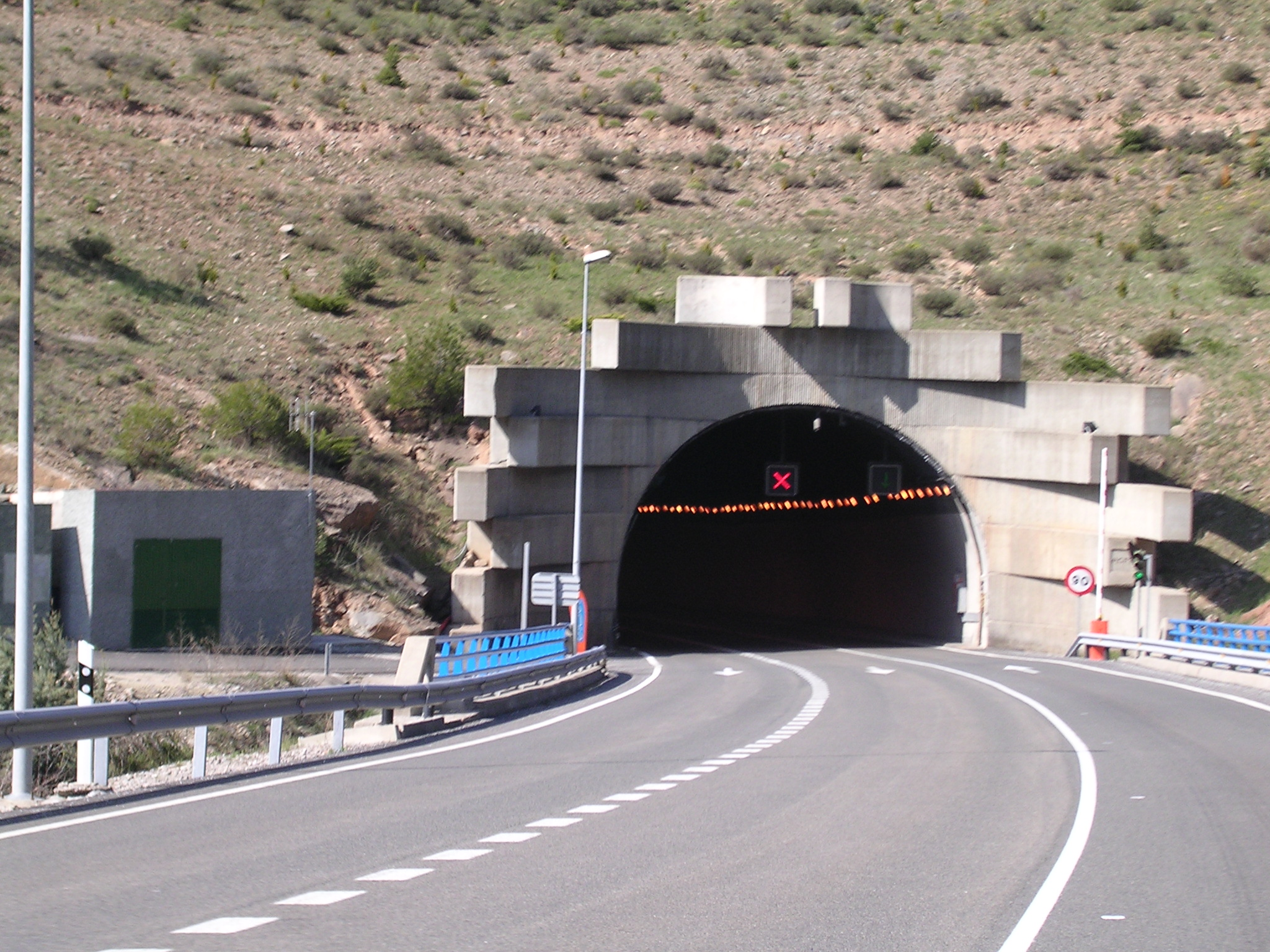
Entrée sud du tunnel

Les Tunnels du Monrepós sont un ensemble de sept tunnels routiers situés en Espagne sur le col du Monrepós dans le Piémont pyrénéen. Ils se trouvent sur l'axe de la A-23 (axe européen E-7 (Pau-Saragosse)) entre les communes de Huesca et Sabiñánigo.
Actuellement (2010), il existe un ancien tunnel désaffecté, deux tunnels en activité sur la N-330 et quatre autres en construction sur le tronçon A-23 de la route.
La longueur totale des six tunnels qui resteront en service sera de 7 743 mètres, ce qui fera de cet ensemble de tunnels l'un des plus importants d'Espagne.

## Tunnel de la Manzanera (tunnel désaffecté de Monrepós)
Le tunnel de la Manzanera est le premier tunnel construit sous le col du Monrepós. D'une longueur de 590 mètres (approximativement) et situé à 1 265 mètres d'altitude, il permettait d'éviter de grimper à 1 348 mètres, point culminant du Monrepós, et représentait un gain de distance de près de 2,5 km. Actuellement, cette route n'est empruntée que par des véhicules de service et est, la plupart du temps, impraticable en hiver.

## Tunnels du Monrepós ou tunnels du Haut-Aragon 1 et 2 (N-330)
Les tunnels du Haut-Aragon sont deux tunnels consécutifs mono-tubes de trois voies d'une longueur de 1 449 mètres et de 609 mètres (5e et 10e plus longs tunnels routiers d'Aragon). Conçus et construits au début des années 1990, ces tunnels permettent un accès amélioré aux Pyrénées par rapport à l'ancienne route. Ils représentent un gain de 100 mètres en altitude, évitant beaucoup de problèmes en hiver, ainsi qu'un gain de distance de 3,2 km et le passage d'une route étroite et sinueuse à une route large à trois voies (deux voies normales et une voie pour véhicules lents).
Après avoir été qualifiés, par le RACC (Real Automóvil Club de Cataluña), de tunnels les moins sécurisés d'Espagne, ils ont subi une révision complète ayant abouti à l'installation de 2 postes de contrôle, de 2 stations de communications à distance, de 4 panneaux de signalisation variable, de 26 caméras en circuit fermé, de 7 détecteurs de CO2, de 28 ventilateurs, de 20 bornes SOS et de 1 500 mètres de tubes de chauffage au sol (pour le dégivrage).

## Futurs tunnels de l'A-23
L'augmentation du trafic dans les Pyrénées, la nécessité de créer un corridor à grande capacité Catalogne-Pays basque par la Province de Huesca et la nécessité de doter l'Espagne d'une nouvelle voie vers l'Europe passant par les Pyrénées centrales, ont conduit à la construction future de nouveaux tunnels dans le Monrepós. L'option retenue est d'utiliser une partie de la chaussée existante de l'actuelle N-330 et de construire une nouvelle route, plus ou moins parallèle, qui traversera le col au moyen d'un réseau de viaducs et de quatre nouveaux tunnels.

### Tunnel des gorges de l'Isuela
Le futur tunnel sera situé dans les gorges de l'Isuela, entre les villes de Nueno et Arguis, au début du versant sud du col. Pour respecter l'environnement précieux et délicat des gorges de l'Isuela, le tracé sera conçu en dédoublement de la N-330 avec des voies tantôt parallèles, tantôt indépendantes. Le tunnel mesurera 500 mètres et sera un tunnel mono-tube à deux voies. Le tracé est intégré à la section Nueno-Gorges de l'Isuela de l'autoroute A-23 pour une longueur de 5 km. Le projet a été présenté le 29 janvier 2006 pour un budget de 33,1 millions d'euros.

### Tunnel d'Arguis
Le futur tunnel sera situé juste avant l'ascension vers le village d'Arguis, au milieu du versant sud du col. Il mesurera 1 000 mètres (7e plus long tunnel routier d'Aragon) et sera un tunnel mono-tube à deux voies. Le tracé est intégré à la section Gorges de l'Isuela-Arguis de l'autoroute A-23 pour une longueur de 3,296 km. Le projet a été présenté le 19 décembre 2006 pour un budget de 64,9 millions d'euros.

### Tunnel du Monrepós 3 ou tunnel du Haut-Aragon 3
Le futur tunnel sera situé en haut du Monrepós et sera un tunnel jumeau du tunnel du Monrepós 1 (ou Haut-Aragon 1). Il mesurera 1 500 mètres (4e plus long tunnel routier d'Aragon) et sera un tunnel mono-tube à deux voies. Le tracé est intégré à la section Arguis-Haut de Monrepós de l'autoroute A-23. Le projet a été présenté le 2 octobre 2006 pour un budget de 63,12 millions d'euros.

### Tunnel de Caldearenas
Le futur tunnel de Caldearenas sera situé dans le Haut de Montrepós. Sa première section sera un tunnel jumeau de celui de Monrepós 2 (ou Haut-Aragon 2), tandis que les suivantes serviront à gagner 2,6 km de descente depuis le col en direction de Jaca.
Avec une longueur de 2 885 mètres, il sera le plus long de l'ensemble des tunnels du Monrepós, le 2e plus long tunnel routier d'Aragon et le 15e d'Espagne. Comme les autres tunnels sur l'A-23, il sera mono-tube à double voie. La pente maximale prévue est de 3 %. Une galerie d'évacuation parallèle de 2 km est également prévue.
Le tracé est intégré à la section Haut de Monrepós-Caldearenas de l'autoroute A-23. Le projet a été présenté le 12 décembre 2008 pour un budget de 97,2 millions d'euros.

### Sources
- Traduction de l'article de la wikipedia hispanophone es:Túneles del Monrepós dans sa version du 18 mai 2010 à 15h24.